# Darebnice
Darebnice (pomnožné, tedy ty Darebnice, do Darebnic, v Darebnicích německy Darebnitz) jsou osada, která se nachází asi tři kilometry severozápadně od města Choceň. Vlastní osada včetně vrchu s pozůstatky hradiště patří k obci Běstovice, na severozápadě na ni navazuje chatová osada, která patří k místní části Chloumek v obci a katastrálním území Újezd u Chocně. Darebnice se nachází při silnici III/3058 Choceň–Újezd u Chocně a železniční trati Choceň – Týniště nad Orlicí, v údolí bezejmenného levého přítoku Tiché Orlice. Je zde několik domů s trvalým osídlením, ale také více chat i typu zahrádkářské kolonie.
Na ostrohu nad osadou se nachází pozůstatky pravěkého hradiště Darebnice.